# 佐希亚里奥斯修道院
佐希亚里奥斯修道院 (希臘語：Μονή Δοχειαρίου；英语：Docheiariou monastery)是希腊阿索斯山东正教修道院，名列第10位。2011年该修道院有53名修士。 

## 历史
它建于10世纪，供奉天使长米迦勒和加百列，庆日在儒略历11月8日（公历21日）。
在15世纪末，俄罗斯朝圣者以赛亚，该修道院是塞尔维亚人的。
修道院的圣母像。图书馆保存有545件手稿，其中62件写在羊皮纸上，以及5000本印刷书籍。